# Assedio di Milano (452)
L'assedio di Milano fu uno degli episodi delle guerre unne combattute in Italia. Compiuto dagli Unni di Attila nel 452, ebbe come conseguenza la vittoria dei barbari e la distruzione di Milano.

## Antefatti
Attila invase l'Italia nel 452 per reclamare nuovamente le sue nozze con Onoria. Il suo esercito, composto soprattutto da truppe germaniche, avanzò su Trieste ma venne fermato ad Aquileia, città fortificata di grande importanza strategica: il suo possesso permetteva di controllare gran parte dell'Italia settentrionale.
Attila la cinse d'assedio per tre mesi ma inutilmente. La leggenda racconta che proprio mentre era sul punto di ritirarsi, da una torre delle mura si levò in volo una cicogna bianca che abbandonò la città con il piccolo sul dorso. Il superstizioso Attila a quella vista ordinò al suo esercito di rimanere: poco dopo crollò la parte delle mura dove si trovava la torre lasciata dalla cicogna. Attila poté così impossessarsi della città, che rase al suolo senza lasciare più nessuna traccia della sua esistenza.
Quindi si diresse verso Padova, che saccheggiò completamente. Prima del suo arrivo molti abitanti della città cercarono rifugio nella laguna, dove avrebbero poi fondato Venezia. Dopo la presa di Aquileia l'avanzata di Attila fino a Milano avvenne senza difficoltà in quanto nessuna città tentò la resistenza ma tutte aprirono per paura le loro porte all'invasore.

## Assedio
Non sono giunte sino a noi cronache che abbiano descritto gli avvenimenti in dettaglio, ma da testimonianze indirette, come la successiva lettera di Massimo II, vescovo di Torino, ai milanesi, si evince che lo scontro fu cruento e la città fu quasi distrutta completamente.
Famoso è rimasto il modo singolare con cui affermò la propria superiorità su Roma: nel palazzo imperiale di Milano c'era un dipinto in cui erano raffigurati i Cesari seduti in trono e ai loro piedi i principi sciti; Attila, colpito dal dipinto, lo fece modificare: i Cesari vennero raffigurati nell'atto di vuotare supplici borse d'oro davanti al trono dello stesso Attila.